# Biblioteca Folger Shakespeare
A Biblioteca Folger Shakespeare (em inglês:  Folger Shakespeare Library) é uma biblioteca de pesquisa independente, localizada na Colina do Capitólio, em Washington, D.C., nos Estados Unidos. Possui a maior coleção de trabalhos impressos de William Shakespeare do mundo, e é o principal repositório de materiais raros do período moderno (1500–1750). A biblioteca foi criada por Henry Clay Folger em associação com sua esposa, Emily Jordan Folger. Foi inaugurada em 1932, dois anos após sua morte.